# Lona de rescat
|  | No s'ha de confondre amb lona de salvament. |

Una lona de rescat o lona d'evacuació és una eina que utilitzen els bombers per a evacuar una persona ferida o inconscient de forma ràpida des d'una zona perillosa fins a un lloc segur on pugui rebre atenció mèdica. Si la lona està preparada per a transportar persones amb obesitat mòrbida, s'anomena lona bariàtrica. Un extrem de la lona està normalment tancat per a acomodar-hi els peus del pacient, per tal que no rellisqui en el transport. Disposa de vàries nanses al voltant per a poder ser sostinguda per vàries persones. Es fabrica amb material resistent a l'abrasió, per poder ser arrossegada per terra; ignífug, perquè no li afecti l'alta temperatura d'un incendi; impermeable, perquè no absorbeixi aigua ni líquids corporals.

## Normativa
A la Unió Europea la lona de rescat s'ha d'ajustar a la norma EN 1865 Especificacions de les lliteres i altres equips per al transport de pacients utilitzats en ambulàncies de carretera.